# Подкаменка (Красноярский край)
Подкаменка (Подкаменский улус) — деревня в Бирилюсском районе Красноярского края России. Входит в состав Полевского сельсовета. Находится на левом берегу реки Чулым, примерно в 43 км к северо-северо-западу (NNW) от районного центра, села Новобирилюссы, на высоте 157 метров над уровнем моря.

## История
Изначально проживали чулымские татары (чулымцы), которые к началу XX века полностью ассимилировались среди русских.
По переписи 1897 года здесь проживало 215 человек, из них 184 чулымцы и 28 русских.

## Население
| 2010 |
| ---- |
| 46   |

Гендерный состав
По данным Всероссийской переписи населения 2010 года 23 мужчины и 23 женщины из 46 чел.
Национальный состав
По переписи 1897 года основным населением были чулымцы.
Согласно результатам переписи 2002 года, в национальной структуре населения русские составляли 84 %.

## Улицы
Уличная сеть деревни состоит из одной улицы (ул. Чулымская).